# James Smith Middleton
James Smith Middleton (* 12. März 1878 in Primrose Terrace Clarborough bei Retford, Nottinghamshire; † 18. November 1962 in London) war ein britischer Journalist und politischer Funktionär. Er amtierte von 1935 bis 1944 als Generalsekretär der Labour Party.

## Leben und Tätigkeit
Middleton war eines von drei Kindern des Alfred Edward Middleton und seiner Frau Martha, geb. Odam. Er verließ die Schule im Alter von zwölf Jahren. In jungen Jahren arbeitete er für einen Drucker. Später wurde er Journalist der Arbeiterzeitschrift Workington Star, die von seinem Vater herausgegeben wurde. Politisch engagierte er sich zunächst in der Young People’s Society of Christian Endeavour und der Independent Labour Party. Als hauptberuflicher Funktionär wurde er schließlich ein führendes Mitglied des Workington Trades Council und des örtlichen Labour Representation Committee.
1902 wurde Middleton erster beigeordneter Sekretär der Labour Party (Assistant Secretary). Diese Position behielt er über mehrere Jahrzehnte hinweg bei. Innerhalb der Partei war er ein enger Gefolgsmann von Ramsay MacDonald.
Als Gegner des Ersten Weltkriegspolitik gründete Middleton das War Emergency Workers’ National Committee als dessen Sekretär er auch fungierte.
1935 wurde Middleton als Nachfolger von Arthur Henderson zum Generalsekretär der Labour Party ernannt. Diese Stellung behielt er bis 1944 bei. Als Generalsekretär wandte er sich gegen Pläne in Großbritannien eine Volksfront zu errichten. Ansonsten konzentrierte er sich vor allem darauf die Einhaltung der Parteidisziplin durchzusetzen.
1944 ging Middleton in den Ruhestand. Sein Nachlass wird im People’s History Museum in Manchester verwahrt.

## Familie
Middleton war seit 1936 mit Lucy Cox verheiratet, die von 1945 bis 1955 als Abgeordnete für den Wahlkreis Plymouth Sutton im britischen Parlament saß.